# 新合镇 (九江市)
新合镇，是中华人民共和国江西省九江市柴桑区下辖的一个乡镇级行政单位。

## 行政区划
新合镇下辖以下地区：
游狮村、尖山村、利民村、址坊村、小石村、涌塘村和杨桥村。